# Austin Anthony Vetter
Austin Anthony Vetter (Linton, 13 settembre 1967) è un vescovo cattolico statunitense, dall'8 ottobre 2019 vescovo di Helena.

## Biografia
Austin Anthony Vetter è nato a Linton, Dakota del Nord, il 13 settembre 1967 da August e Loretta Vetter. È il più giovane di dodici figli ed è cresciuto nella fattoria di famiglia.

### Formazione e ministero sacerdotale
Ha frequentato le scuole pubbliche di Linton. Dopo il diploma ha studiato alla North Dakota State University e ha compiuto gli studi ecclesiastici presso il seminario "Cardinal Muench" a Fargo, dove ha conseguito la laurea in filosofia, dal 1986 al 1989 e presso la Pontificia università "San Tommaso d'Aquino" a Roma come alunno del Pontificio collegio americano del Nord dal 1989 al 1993.
Il 29 giugno 1993 è stato ordinato presbitero per la diocesi di Bismarck da monsignor John Francis Kinney nella cattedrale diocesana. In seguito è stato vicario parrocchiale della parrocchia della cattedrale dello Spirito Santo a Bismarck dal 1993 al 1996; insegnante di religione presso la St. Mary's Central High School a Bismarck dal 1994 al 1999; parroco del Saint Martin Center dal 1996 al 1999; parroco della parrocchia di San Patrizio a Dickinson dal 1999 al 2008; vicario episcopale per il diaconato permanente dal 1999 al 2002; membro aggiunto della facoltà dell'Istituto per la formazione sacerdotale presso la Creighton University di Omaha, dove ha tenuto il corso La spiritualità del sacerdote diocesano, dal 2004 al 2007; parroco della parrocchia di San Leone a Minot e direttore della formazione permanente del clero dal 2008 al 2012; direttore spirituale del Pontificio collegio americano del Nord dal luglio del 2012 al giugno 2018 e rettore della cattedrale dello Spirito Santo a Bismarck e cerimoniere del vescovo dal 2018 al 2019. È stato anche membro del consiglio presbiterale e del consiglio per il personale sacerdotale.

### Ministero episcopale
L'8 ottobre 2019 da papa Francesco lo ha nominato vescovo di Helena. Ha ricevuto l'ordinazione episcopale il 20 novembre successivo nella cattedrale di Sant'Elena a Helena dall'arcivescovo metropolita di Portland in Oregon Alexander King Sample, co-consacranti il vescovo di Metuchen James Francis Checchio e quello di Bismarck David Dennis Kagan. Durante la stessa celebrazione ha preso possesso della diocesi.
Nel febbraio del 2020 ha compiuto la visita ad limina.
In seno alla Conferenza dei vescovi cattolici degli Stati Uniti è membro del comitato per il clero, la vita consacrata e le vocazioni  e del sottocomitato per gli affari dei nativi americani.

## Genealogia episcopale
La genealogia episcopale è:
- Cardinale Scipione Rebiba
- Cardinale Giulio Antonio Santorio
- Cardinale Girolamo Bernerio, O.P.
- Arcivescovo Galeazzo Sanvitale
- Cardinale Ludovico Ludovisi
- Cardinale Luigi Caetani
- Cardinale Ulderico Carpegna
- Cardinale Paluzzo Paluzzi Altieri degli Albertoni
- Papa Benedetto XIII
- Papa Benedetto XIV
- Papa Clemente XIII
- Cardinale Marcantonio Colonna
- Cardinale Giacinto Sigismondo Gerdil
- Cardinale Giulio Maria della Somaglia
- Cardinale Carlo Odescalchi, S.I.
- Cardinale Costantino Patrizi Naro
- Cardinale Lucido Maria Parocchi
- Papa Pio X
- Cardinale Gaetano De Lai
- Cardinale Raffaele Carlo Rossi, O.C.D.
- Cardinale Amleto Giovanni Cicognani
- Cardinale Pio Laghi
- Cardinale Adam Joseph Maida
- Arcivescovo Alexander King Sample
- Vescovo Austin Anthony Vetter

## Araldica
| Stemma | Titolare                                | Descrizione |
|        | Austin Anthony Vetter Vescovo di Helena | Partito: al primo scaglionato d'argento e di verde di otto pezzi, caricato della croce d'oro accollata di una corona dello stesso; al secondo d'azzurro alla gemella in scaglione d'oro, accompagnata in capo dal fascio di spighe di grano dello stesso e dalla mezzaluna montante d'argento e in punta dalla fascia ondata dello stesso. Ornamenti esteriori da vescovo. Motto: "Fiat". |